# 愛知県口論義運動公園
愛知県口論義運動公園（あいちけんこうろぎうんどうこうえん）は、愛知県日進市にある公園である。

## 概要
愛知学院大学日進キャンパスのすぐ北に広がる運動公園で、サッカー場やテニスコートでは各種の試合が行われている。
2015年（平成27年）4月より2018年（平成30年）3月まで、ネーミングライツが導入され、『名古屋外国語大学・名古屋学芸大学口論義運動公園』の愛称が使われていた。
2005年（平成17年）10月2日にFC岐阜が東海社会人サッカーリーグ2部リーグ最終戦の豊田自動織機戦で7-0で快勝し、芙蓉クラブを得失点差わずか1差で上回り2位になり、東海社会人1部リーグに昇格した「口論義の奇跡」が起きた場所でもある。

## 施設一覧
- サッカー場
  - 2017年（平成29年）4月に天然芝を人工芝への改修やナイター照明の設置を行い、新装開場した[1]。
  - 収容人員 : 3,000名
- 第一庭球場（2面砂入り人工芝センターコート）
  - 収容人員 : 2,000名
- 第二庭球場（14面砂入り人工芝）
  - 収容人員 : 2,400名
  - 2018年（平成30年）3月にクレーコートを全面砂入り人工芝化。
- 室内温水プール（50mプール、25mプール）
- 野球場（硬球可。ソフトボール・軟球である場合、最大3面まで分割利用可能、その他異種目可。）
- 管理棟・会議室（第一会議室（30名収容可）・第二会議室（45名収容可））

## 交通アクセス
- 愛知高速交通東部丘陵線（リニモ） 長久手古戦場駅から徒歩で約8分。
- 名古屋市営地下鉄東山線 星ヶ丘駅から名鉄バス岩藤線「トヨタ博物館前」行きで「口論義運動公園」停留所下車。徒歩すぐ
- 愛知高速交通東部丘陵線（リニモ） 長久手古戦場駅から名鉄バス岩藤線「星ヶ丘」行きで「口論義運動公園」停留所下車。徒歩すぐ。